# Juan Carlos Unzué
Juan Carlos Unzué Labiano (* 22. April 1967 in Pamplona) ist ein ehemaliger spanischer Fußballtorwart und heutiger -trainer.

## Spielerkarriere
Unzué bestritt sein erstes Profispiel im Dienste von CA Osasuna beim 0:0-Auswärtsremis gegen Real Murcia am 8. Februar 1987. In dieser und in der darauffolgenden Saison machte er noch sieben weitere Ligaspiele für CA Osasuna. 1988 zog es ihm zum FC Barcelona. In seinen zwei Jahren bei den Katalanen blieb er fortwährend der Ersatztorwart hinter Andoni Zubizarreta und kam in der Liga fünf Mal zum Einsatz. Der FC Barcelona war gleichzeitig auch die einzige Station in seiner Karriere, bei der er Titel gewann, nämlich den spanischen Pokal 1990 und den Europapokal der Pokalsieger 1988/89. 1990 folgte der Wechsel zum FC Sevilla. Beim Erstligaklub aus Andalusien verpasste er in den ersten fünf Saisons nahezu kein einziges Ligaspiel, auch in seiner sechsten Saison bestritt er mehr als die Hälfte der Ligaspiele. Lediglich seine siebte und letzte Saison bei Sevilla, in der er anfangs nach Monchi nur noch zweiter Torwart war, war durch den Abstieg in die Segunda División am Ende der Saison 1996/97 durch Misserfolg geprägt.
Zur Saison 1997/98 wechselte er zu CD Teneriffa. In seinem zweijährigen Aufenthalt auf den Kanaren absolvierte er rund die Hälfte aller Ligaspiele und stieg in seinem zweiten Jahr erneut in die zweite spanische Liga ab. Zwischen 1999 und 2001 spielte er für Real Oviedo, verblieb dort aber, ohne ein einziges Ligaspiel zu bestreiten, Ersatztorwart hinter Esteban. Mit Oviedo musste er in der Saison 2000/01 zum dritten Mal den Gang in die zweite spanische Liga antreten. Da Unzué nicht mit in die zweite Liga wollte, wechselte er zurück zu seinem Heimatklub CA Osasuna. Im ersten Jahr war er noch Stammkeeper, im zweiten Jahr nur noch zweite Wahl, so dass sich Unzué entschloss, nach der Saison 2002/03 seine Karriere zu beenden.

## Trainerkarriere
2003 wurde er unter Coach Frank Rijkaard zum Torwarttrainer des FC Barcelona ernannt. Auch nach der Entlassung Rijkaards verblieb er unter dem neuen Trainer Pep Guardiola auf dieser Position und war bis Ende der Saison 2009/10 im Amt. Zur Saison 2010/11 übernahm Unzué das Traineramt des CD Numancia. Nachdem er Numancia in dieser Saison auf Platz zehn der Segunda División geführt hatte, kehrte er anschließend als Torwarttrainer zum FC Barcelona zurück.
Am 19. Juni 2012 gab Real Racing Club de Santander bekannt, dass Unzué zur neuen Saison Chef-Trainer der Profimannschaft werde. Wenige Monate später trennte sich der Verein wieder von Unzué.
Mit Beginn der Saison 2014/15 kehrte Unzué unter dem neuen Trainer Luis Enrique als Co-Trainer zum FC Barcelona zurück. Von 2017 bis 2018 trainierte er Celta Vigo. Nach einem Jahr ohne Verein war er von Juni bis Oktober 2019 Trainer vom Girona FC.

## Privatleben
Am 18. Juni 2020 gab er auf einer Pressekonferenz im Camp Nou bekannt, dass bei ihm im Februar 2020 die unheilbare Nervenkrankheit ALS diagnostiziert wurde.

## Erfolge
- UEFA Champions League: 2015
- Copa del Rey: 1990
- Europapokal der Pokalsieger: 1989